# Nicolas Zverev
Pour les articles homonymes, voir Zverev.
Ne pas confondre avec Nikolaï Zverev pianiste et pédagogue.
Nicolas Zverev (en russe : Николай Матвеевич Зверев; Nikolaï Matveïevitch Zverev) est un danseur et maître de ballet franco-russe né à Moscou le 29 avril 1888 et mort à Saint-Raphaël le 24 juillet 1965.

## Biographie
Après avoir débuté à Londres, Nicolas Zverev participe à la grande aventure des Ballets russes de Serge de Diaghilev de 1913 à 1926 (des rôles : l’Esclave (Shéhérazade, le ballet de Michel Fokine), le Chef cosaque (La Boutique fantasque, 1919), l'un des hommes (Les Biches, 1924), etc.).  
Il se marie avec Vera Nemchinova, sa partenaire des Ballets russes. En 1929-1930, ils fondent ensemble le Ballet russe de Vera Nemchinova[réf. nécessaire].  
Il passe six ans à l'Opéra national de Lituanie à Kaunas et participe à la naissance des Ballets de Monte-Carlo de René Blum (1936-1938). De 1942 à 1945, il en est le maître de ballet attitré.
Il fait un court passage au Théâtre de la Monnaie de Bruxelles, où il réorganise la troupe et monte les ballets de La Vie parisienne de Jacques Offenbach, le 7 décembre 1953.
De 1957 à 1960, il est maître de ballet du Teatro Colón de Buenos Aires, puis revient en France où il meurt à l'âge de 77 ans.
Danseur, mais également enseignant, il a enseigné la danse à Paris, de 1946 à 1952, puis à Lausanne, de 1953 à 1955. Pour la recréation de ballets, il a mis au point un système de notation chorégraphique.